# كاستل روجيرو
كاستل روجيرو (بالإيطالية: Castel Ruggero)‏ (تعرف أيضًا باسم كاستلروجيرو) هي قرية صغيرة (فراتسيوني) تابعة لبلدية توري أورسايا في مقاطعة سلرنو بمنطقة كمبانية، جنوب إيطاليا. منذ عام 2011 وصل عدد سكانها 400.